# Kopciuszek (opera)
Kopciuszek albo triumf dobroci (włos. La Cenerentola ossia La bontà in trionfo) – opera komiczna w dwóch aktach (pięciu scenach) Gioacchina Rossiniego do libretta Jacopo Ferrettiego. Opera powstała na podstawie bajki Perraulta w bardzo krótkim czasie. Libretto zostało napisane w ciągu 22 dni a partytura – 24 dni. Opera jest pozbawiona elementów fantastycznych, zaś bajkowy pantofelek został zastąpiony przez bransoletkę. Obawiano się bowiem reakcji cenzury i publiczności na podnoszenie sukni podczas sceny przymiarki pantofelka.

## Historia utworu
Niemal nazajutrz po premierze Otella (26 września 1816) Rossini opuścił Neapol i wyjechał do Rzymu, dokąd wzywały go przyjęte wcześniej zobowiązania. Jeszcze podczas pracy nad Cyrulikiem sewilskim kompozytor podpisał z impresariem rzymskiego Teatro Valle Cartonim umowę na nową operę. Data premiery została określona na 26 grudnia, Cartoni zastrzegł sobie prawo wyboru libretta, honorarium zostało określone na 500 skudów. Już na miejscu okazało się, że wystawienie nowej opery w projektowanym terminie będzie bardzo problematyczne. Cartoni, który ze względu na nadchodzący karnawał żądał opery komicznej nie umiał się zdecydować na żadną z propozycji przedstawianych przez librecistę Ferrettiego. 24 grudnia, kiedy wydawało się, że sprawa znalazła się w całkowitym impasie, Ferretti zaproponował, nie wierząc zresztą zbytnio w powodzenie pomysłu, by na temat opery wybrać baśń o Kopciuszku. Rossini przyjął pomysł z entuzjazmem, poparł go też Cartoni i praca na utworem ruszyła z miejsca. O premierze 26 grudnia nie mogło już być mowy, ciągle jednak istniała jeszcze szansa wystawienia opery w stagione zimowym. Kopciuszek powstawał więc w wielkim pośpiechu. Wedle wspomnień Ferrettiego napisanie libretta zajęło mu 22 dni. Rossini skomponował muzykę w 24 dni. Uwertura została wzięta z Gazety. Temat finałowej arii Angeliny Non più mesta to adaptacja ostatniej arii Almaviva Ah il più lieto z Cyrulika Sewilskiego. Temat chóru i Magnifico Conciossiacosacché trenta botti già gustò zaczerpnięty jest z opery Zygmunt (Chór myśliwych z Zenovito i Aldimirą: Di caccia il suono –Al bosco! alla caccia! – scena 5–6 pierwszego aktu).
Rossiniemu asystował kompozytor Luigi Agolini, który pisał recytatywy i skomponował: dwie arie – Il mondo è un gran teatro – dla Alidoro i Sventurata! mi credea dla Clorindy, oraz chór Ah! della bella incognito do introdukcji drugiego aktu. W nowej inscenizacji w Rzymie, w roku 1820, Rossini usunął arię Alidoro napisaną przez Agoliniego i w jej miejsce wstawił własną La del ciel nell'arcano profundo. W czasach nam współczesnych w inscenizacjach opery kompozycje Agoliniego są zazwyczaj pomijane.

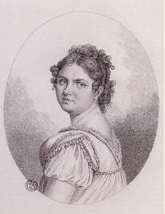
Geltrude Righetti, pierwsza Angelina

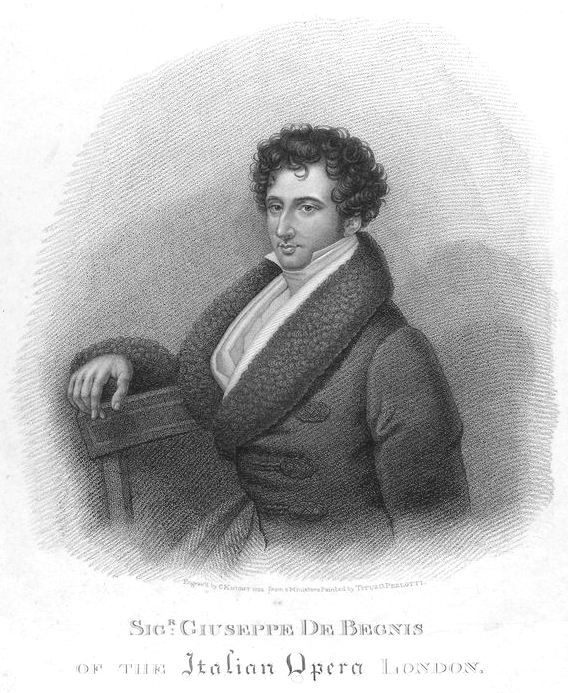
Giuseppe de Begins, pierwszy odtwórca roli Dandiniego

Kopciuszek został wystawiony 25 stycznia 1817 roku i spotkał się z przyjęciem niewiele lepszym niż Cyrulik sewilski. Zaledwie kilka numerów znalazło żywszy oddźwięk reszta przeszła bez echa, zdarzyły się nawet gwizdy. Wykonanie nie było zresztą nadzwyczajne, poza Gertrudą Righetti-Giorgi w roli tytułowej, a w obsadzie nie było gwiazd. Orkiestra Teatro Valle również nie prezentowała najwyższego poziomu, o czym Rossini zdążył się już przekonać przy okazji Torvalda i Dorliski. Tym razem kompozytor zachował jednak olimpijski spokój, przekonany, że opera odniesie sukces. Powodzenie Kopciuszka rzeczywiście rosło z każdym wieczorem. Opera pozostała na afiszu do końca stagione, osiągając około 20 przedstawień. W szybkim czasie zdobyła sobie sceny europejskie: w 1818 roku została wystawiona w Barcelonie i Monachium, w 1820 – w Londynie, Wiedniu i Budapeszcie, w 1822 – w Paryżu i Krakowie (w języku niemieckim), w 1824 – we Lwowie, w 1826 – w Nowym Jorku, w 1829 – w Warszawie. Triumfy odnosiły w tej operze legendy romantycznego belcanta: Domenico Donzelli wystąpił w roli Ramira w La Scali; Filippo Galli był kolejno Magnifikiem w La Scali i Dandinim w Théâtre-Italien; Luigi Lablache i Antonio Tamburini grali Dandiniego; Maria Malibran, Pauline Viardot, Marietta Albani, Laure Cinti-Damoreau i Henriette Sontag śpiewały rolę tytułową. Dzisiaj Kopciuszek jest chyba najczęściej wystawianą operą Rossiniego po Cyruliku sewilskim, mimo że partię tytułową napisaną na kontralt, a współcześnie śpiewaną najczęściej przez mezzosopran, mogą wykonywać tylko śpiewaczki o wyjątkowej rozpiętości i giętkości głosu. W XX wieku w roli Angeliny występowała Conchita Supervia, bohaterka spektakli w Opéra-Comique (1932, Dino Borgioli jako Ramiro, dyr. Tullio Serafin) i w Covent Garden (1934, Borgioli i Enzo Pinza jako Magnifico), a także: Giulietta Simionato, Teresa Berganza, Lucia Valentini Terrani, Agnes Baltsa, Cecilia Bartoli i wielka polska kontralcistka Ewa Podleś.

## Osoby
| Rola                                            | Głos        | Premiera 25 stycznia 1817 (Pierwsza obsada) |
| ----------------------------------------------- | ----------- | ------------------------------------------- |
| Angelina (Kopciuszek), pasierbica Don Magnifica | kontralt    | Geltrude Righetti-Giorgi                    |
| Don Magnifico, baron Monte Fiascone             | bas         | Andrea Verni                                |
| Clorinda, córka barona                          | sopran      | Caterina Rossi                              |
| Tisbe, córka barona                             | mezzosopran | Teresa Mariani                              |
| Don Ramiro, książę Salerno                      | tenor       | Giacomo Guglielmi                           |
| Dandini, sługa księcia                          | bas         | Giuseppe de Begnis                          |
| Alidoro, filozof, zaufany księcia Ramira        | bas         | Zenobio Vitarelli                           |

## Treść

### Akt I

#### Obraz I – zamek barona Magnifico
Córki Magnifico, Clorinda i Tisbe, nudzą się i sprzeczają jak co dzień. Przyrodnią siostrę Angelinę, nazywaną Kopciuszkiem, traktują jak służącą. Angelina marzy, śpiewając ulubioną piosenkę o królu, który ożenił się z prostą dziewczyną.  (aria Una volta c’era un rè). Pojawia się żebrak. To Alidoro. W rzeczywistości jest filozofem i wychowawcą księcia Ramira, ale w tej chwili jest przebrany za żebraka, aby lepiej obserwować ludzkie zachowania i stwierdzić, czy jakaś młoda dziewczyna w regionie jest odpowiednią żoną dla księcia.. Siostry chcą go przepędzić, tylko Angelina traktuje go bardzo dobrze. Potajemnie podaje mu kawę i chleb.
Przybywają heroldzi i ogłaszają, że książę Don Ramiro, szuka kandydatki na żonę i zaprasza na bal wszystkie piękne panny. Wkrótce ma się też pojawić w domu Magnifica.
Siostry zaczynają się przygotowywać i każą Kopciuszkowi zająć się ich sukniami. Wchodzi ojciec, Magnifico, w szlafroku i szlafmycy i opowiada swój sen o ośle, który wypuścił skrzydła i poleciał na szczyt wieży kościoła. Od razu to interpretuje: osioł to on sam, skrzydła to jego dwie córki, kościół to małżeństwo, a lot na szczyt wieży oznacza awans.
Znowu słychać pukanie do drzwi – tym razem to lokaj, na widok którego Kopciuszkowi wypada z rąk filiżanka. Nie domyśla się, że ten przystojny chłopak to w istocie przebrany książę.
Książę Ramiro, ubrany w odzież swojego służącego Dandiniego – chce za radą Alidora, nierozpoznany, zlustrować teren w poszukiwaniu kandydatki na żonę. Przypadkiem trafia na Kopciuszka i miłość już wisi w powietrzu (duet Un soave mon so che). Ramiro pyta, kim jest, ale ona w przejęta sytuacją nie może się jasno wypowiedzieć. Zostaje wezwana przez przyrodnie siostry. Baron pojawia się ponownie, tym razem w galowym stroju i zostaje ostrzeżony przez rzekomego lokaja o zbliżaniu się jego pana.
Ze świtą przybywa Dandini, lokaj Ramira przebrany za księcia.  (Come un’ape). Jest przyjmowany z niezwykłą służalczością przez Don Magnifico i jego dwie córki Clorindę i Tisbe, którymi zachwyca się z udawaną uprzejmością. Zaprasza je, aby towarzyszyły mu w drodze na bal.
Angelina prosi, żeby ją też zabrać (Signore una parola), ale ojczym brutalnie odmawia, wyjaśniając domniemanemu księciu, że Kopciuszek jest osobą niskiego urodzenia.
Pojawia się Alidoro, już nie żebrak, i oświadcza, że zgodnie z rejestrem parafialnym baron ma trzy córki. Pyta gdzie jest trzecia? Don Magnifico z pewnym zażenowaniem wyjaśnia, że ta trzecia nie żyje. Protesty Kopciuszka ucisza groźbami.
Wszyscy wychodzą, zostawiając Kopciuszka samą. Chwilę później Alidoro wraca i oświadcza jej, że mimo wszystko pójdzie na bal; zapewnił karetę oraz piękną suknię i klejnoty. Zabiera ją na bal. Zapewnia też, że Bóg wynagrodzi jej dobre serce (aria Là del ciel nell’arcano profondo).

#### Obraz II – sala w pałacu księcia Don Ramiro
Ramiro i Dandini wchodzą z baronem i jego dwiema córkami. Dandini, nadal w swojej roli księcia, mianuje Magnifico Królewskim Piwnicznym.
Ramiro poleca Dandiniemu ażeby przetestował obie panny i zdał mu raport.
Don Magnifico świętuje swoją nominację na Królewskiego Piwnicznego rytualną degustacją win księcia. Dyktuje proklamację, która ma zostać rozesłana po całym mieście, zakazującą dodawania wody do wina przez następne 15 lat, pod groźbą śmierci (aria Conciossiacosacché trenta botti già gustò).
Dandini spotyka się z Ramirem i dzieli się z nim swoją negatywną opinią na temat córek Don Magnifica. Obaj są zdziwieni, że Alidoro dobrze wyrażał się o jednej z nich. Nadchodzą Clorinda i Tisbe, ciągle przekonane, że Dandini to książę. Dandini proponuje, że jedna wyjdzie za niego, podczas gdy druga będzie żoną jego lokaja. Obie propozycję małżeństwa ze służącym odrzucają z oburzeniem. Nagle na balu pojawia się Alidoro, któremu towarzyszy nieznajoma dama w pięknej sukni. To Kopciuszek. Jej uroda i wdzięk wywierają wielkie wrażenie a ona sama staje się najważniejszym gościem. Siostry uderza jej podobieństwo do Angeliny. Skonsternowani goście siadają do kolacji.

### Akt II

#### Obraz I – sala w pałacu księcia Don Ramiro
Trwa bal w pałacu. Don Magnifico obawia się, że pojawienie się nieznajomej zrujnuje szanse jego córek na małżeństwo z księciem (aria Sia qualunque delle figlie).
Angelina, do której zaleca się nadal udający księcia Dandini, odrzuca jego amory i oświadcza, że ona sama jest zakochana w kimś innym – w jego służącym.
Usłyszawszy to uradowany Don Ramiro, ciągle w stroju służącego, okazuje jej swoje zainteresowanie. Ujawnia się, ale Angelina ogłasza, że zanim się zaręczy, Ramiro musi odkryć, kim ona naprawdę jest. Daje mu jedną z pary bransoletek, mówi, że zawsze będzie nosić drugą, aby mógł ją rozpoznać, gdy ją znajdzie. Odchodzi.
Po jej wyjściu Ramiro postanawia zakończyć przebieranki. Postanawia też odszukać tę tajemniczą dziewczynę (aria Sì, ritrovarla io giuro). Alidoro, który potajemnie obserwował wydarzenia, postanawia zaaranżować awarię pojazdu księcia gdy ten będzie w pobliżu zamku barona.
W tym samym czasie Don Magnifico, który ciągle myśli, że Dandini to książę, nalega, by ten zdecydował, którą z jego córek poślubi. Dandini radzi mu, by był cierpliwy, ale wreszcie wyjaśnia, że jest kamerdynerem księcia (duet Un segreto d’importanza). Don Magnifico wpada w furię.

#### Obraz II – zamek barona Magnifico
Don Magnifico, Clorinda i Tisbe wracają do domu w złym nastroju i nakazują już przebranej w zwykłą sukienkę Angelinie, przygotować kolację. Siostry ponownie uderza podobieństwo Kopciuszka do nieznanej damy z balu.
Tymczasem rozpętała się burza z piorunami i za sprawą Alidoro powóz Don Ramira psuje się tuż przed zamkiem Don Magnifica. Książę szuka wewnątrz schronienia.
Angelina przygotowuje miejsce dla księcia. Kiedy ten siada, natychmiast się rozpoznają. Ramiro wyjmuje bransoletkę, którą mu wcześniej dała i porównuje ją z tą, którą ona ma na sobie. Zdaje sobie sprawę, że znalazł swoją prawdziwą miłość. Don Magnifico, Clorinda i Tisby protestują ze złością. Ramiro karci ich i zamierza ukarać, ale Angelina prosi o litość dla jej rodziny. Kochankowie odchodzą, a Alidoro jest szczęśliwy z powodu obrotu wydarzeń.

#### Obraz III – sala tronowa pałacu Don Ramira
W pałacu księcia odbywa się uroczystość zaślubin Don Ramira i Kopciuszka.
Do Angeliny podchodzi Magnifico, błagając o łaskę, ale ona mówi mu, że chce tylko być uznana za jedną z jego prawdziwych córek. Baron zgadza się z jej życzeniami. Angelina prosi księcia, aby wybaczył jej rodzinie. Po przebaczeniu mówi im, że jej dni służenia jako ich pokojówka dobiegły końca. (aria Non più mesta).

## Numery muzyczne
- Uwertura / Sinfonia (pochodzi z opery Gazeta)

Akt I
- Introdukcja: (Clorinda, Tisbe, Angelina, Alidoro, chór):
  - No no no: non v’è, non v’è
  - Una volta c'era un re
  - Un tantin di carita
  - O figlie amabile
- Cavatina: (Magnifico) – Miei rampolli femminini
- Duet (Ramiro, Angelina):
  - Tutto è deserto
  - Un soave non so che
- Recytatyw: (Ramiro, Magnifico) – Non so che dir
- Chór i Cavatina: (Dandini) – Scegli la sposa, affrettati / Come un’ape ne’ giorni d’aprile
- Recytatyw: (Angelina, Magnifico, Dandini, Ramiro, Alidoro) – Allegrissimamente, che bei quadri!
- Kwintet: (Angelina, Magnifico, Dandini, Ramiro, Alidoro)
  - Signore, una parola
  - Nel volto estatico
- Duet i aria:
  - Duet: (Alidoro, Angelina) – Si, tutto cangera
  - Aria: (Alidoro) – La del ciel nell'arcano profundo
- Recytatyw: (Dandini, Magnifico, Clorinda, Tisbe) – Ma bravo, bravo, bravo
- Aria: (chór, Magnifico) – Conciossiacosacché trenta botti già gustò
- Finał I aktu:
  - Duet: (Ramiro, Dandini) – Zitto zitto, piano piano
  - Kwartet: (Clorinda, Tisbe, Ramiro, Dandini) – Principino, dove siete?
  - Chór i kwintet: (Clorinda, Tisbe, Ramiro, Dandini, Angelina) – Ah! se velata ancor / Sprezzo quei don che versa
  - Wszyscy: Signora altezza, e in tavola
  - Wszyscy: Mi par d’essere sognando.

Akt II
- Recytatyw: (Magnifico, Clorinda, Tisbe) – Mi par che quei birbanti
- Aria: (Magnifico) – Sia qualunque delle figlie
- Recytatyw: (Ramiro, Dandini Angelina) – Ah! Questa bella incognita
- Recytatyw i aria: (Ramiro, chór) – E allor… se non ti spiaccio… / Sì, ritrovarla io giuro
- Recytatyw: (Dandini, Magnifico) – Ma dunque io sono un ex?
- Duet: (Dandini, Magnifico) – Un segreto d’importanza
- Canzona: (Angelina) – Una volta c’era un re
- Recytatyw: (Angelina, Magnifico, Clorinda, Tisbe) – Quanto sei caro! E quello
- Temporale/Muzyczna burza
- Recytatyw: (Dandini, Magnifico, Ramiro, Clorinda, Tisbe, Angelina) – Scusate, amico
- Sekstet (Dandini, Magnifico, Ramiro, Clorinda,Tisbe, Angelina):
  - Recytatyw – Siete voi? Voi prence siete?
  - Questo è un nodo avviluppato
  - Donna sciocca, alma di fango
  - Ah, signor, s'e ver che in petto
- Recytatyw: (Alidoro) – Giusto ciel! ti ringrazio!
- Finał aktu II
  - Chór: Della fortuna istabile
  - Recytatyw: (Ramiro, Angelina, Magnifico) – Sposa… Signor, perdona
  - Aria i rondo: (Angelina, Chór) – Nacqui all’affanno / Non più mesta[4].

Arie alternatywne i dodatkowe – napisane przez Luca Agolini do prapremiery w 1816 r. Zazwyczaj opuszczane we współczesnych inscenizacjach opery.
- Aria alternatywna (Alidoro) – Il mondo è un gran teatro (I akt – zamiast arii La del ciel nell'arcano profundo )
- Introdukcja II akt. Chór szlachciców (Chór) – Ah! della bella incognita
- Aria (Clorinda) – Sventurata! mi credea (w scenie przed finałem II aktu)[1].

## O operze

### Libretto

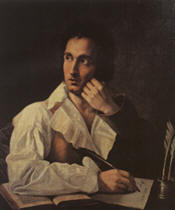
Jacopo Ferretti – autor libretta

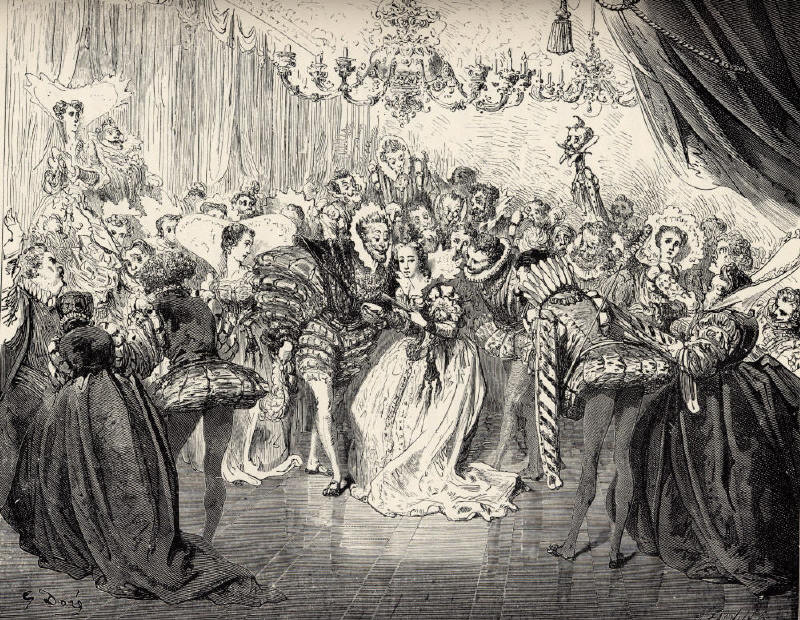
Kopciuszek na balu

Temat Kopciuszka oparty na znanej baśni Perraulta był już kilkakrotnie podejmowany w operze: przez Laurette'a w 1759 (Cendrillon), Nicolasa Isouarda (1810, również Cendrillon) i Stefano Pavesiego (1814, Agatina o La virtù premiata). Jacopo Ferretti posłużył się tekstami Cendrillon Charles-Guillaumme'a Etienne'a oraz adaptacją tekstu Etienne'a pióra Francesca Fioriniego wystawioną w 1814 roku w mediolańskiej La Scali. Imiona bohaterów utworu: Clorinda, Tisbé, Ramir, Alidoro, Dandini pochodzą z tych dwóch librett. Obydwa teksty zawierały znaczne odstępstwa od tekstu Perraulta – macocha stała się ojczymem, dobrą wróżkę zastąpił filozof Alidor, powiernik i doradca księcia. Powodowało to wyeliminowanie z utworu elementu baśniowego, do którego zresztą Rossini czuł niechęć. Być może że zaważył również wzgląd na skromne urządzenia techniczne Teatro Valle, które nie podołałyby wymagającemu scenograficznie przedstawieniu z motywami fantastycznymi. Akcja została przeniesiona z bajecznej krainy w okolice Salerna. Nowością w stosunku do oryginału była też przebieranka pana ze sługą rodem z Marivaux. Wreszcie pantofelek, który gubił Kopciuszek został zamieniony na bransoletkę z obawy przed reakcją cenzury i publiczności na podnoszenie sukni podczas sceny przymiarki pantofelka. W pięć lat później krytyk paryskiego Journal des Débats pisał z przekąsem przy okazji paryskiej premiery utworu: Jeden tylko powód mógł usprawiedliwić w libretcie autora włoskiego zmianę pantofelka Kopciuszka na bransoletkę; ten mianowicie że wykonawczyni roli głównej musiała mieć piękne ramię, ale brzydką stopę. Dotknięta do żywego śpiewaczka Righetti-Giorgi odpowiedziała w Uwagach o maestro Rossinim: Pan dziennikarz paryski mnie nie zna; gdyby znał musiałby przyznać, iż we własnym interesie wolałabym pantofelek niż bransoletkę.
Libretto Kopciuszka mimo niewątpliwych zalet zręcznej budowy i potoczystej akcji jest słabsze od tekstu Cyrulika. Utrzymane formalnie w stylu opery buffa, ma bardziej niezdecydowany charakter stanowiący mieszaninę baśni, komedii realistycznej i farsy. Postaciom brak wyrazistości. Jedynie charaktery Angeliny i Dandiniego zostały dobrze zarysowane, Maginifico stanowi konwencjonalny typ groteskowego ojca, Ramiro i Alidoro są ledwie naszkicowani, a Clorinda i Tisbe bardziej są podobne karykaturalnym marionetkom niż żywym osobom. Największym atutem tekstu są sytuacje sceniczne, choć i tu trafiają się rozwiązania wymuszone, jak w przypadku zamiany ról Ramira i Dandiniego.

### Muzyka
Rossini po mistrzowsku wyzyskał zalety libretta, a wady zdołał do tego stopnia zatuszować, że oglądający operę prawie ich nie dostrzega. Muzyka nie odznacza się tak oszałamiającą werwą jak we Włoszce w Algierze, jest w niej więcej finezji i ciepła. Charakter opery doskonale oddaje wzięta z Gazety uwertura, aby zaakcentować jej związek z Kopciuszkiem kompozytor wprowadził w finale I aktu motyw crescenda z uwertury.
Szczery liryzm przebija ze wzruszającej piosenki Angeliny o królu, który z trzech kandydatek na żonę wybrał tę, która wyróżniała się niewinnością i dobrocią. Wdziękiem i delikatnością uczuć nasycona jest scena pierwszego spotkania Kopciuszka z przebranym za własnego służącego Ramira oraz aria Si ritrovarla io giuro w II akcie, kiedy książę podziwia bransoletkę Angeliny i ślubuje ją odnaleźć. Znakomite są duety, w których Dandini gra rolę księcia oraz epizod, w którym nieźle już pijany Magnifico mianowany przez Dandiniego podczaszym wydaje pocieszne zarządzenia. Najbardziej mistrzowskie sceny opery to sceny zbiorowe: finał I aktu ze sceną balu i przybycia Angeliny; duet Un segreto d'importanza, w którym Dandini odkrywa przed osłupiałym Magnificiem, że nie jest księciem; sekstet Questo è il modo avviluppato, w którym książę oznajmia bladym z irytacji i upokorzenia Magnificowi i jego córkom, iż zamierza poślubić Angelinę i wreszcie finał opery ze sceną zaślubin i arią Angeliny: Non più maesta. Temat muzyczny do tej arii Rossini zaczerpnął z ronda Ah il più lieto – ostatniej części finałowej arii hrabiego Almavivy Cessa più resistere z opery Cyrulik sewilski. Kopciuszek jest ostatnią włoską operą buffa Rossiniego. Późniejsze: Adina i Hrabia Ory należą już stylistycznie do opery francuskiej.